# Minga Guazú
Minga Guazú és un districte i ciutat fundada l'any 1958 que es troba en el Departament d'Alto Paraná, situada a 311 km de la capital Asunción i a 20 km de la capital del Departament, Ciudad del Este, al Paraguai.
"Minga", significa en l'idioma quítxua, "treball compartit i comunitari" i "guazú", en guaraní, significa "gran", el que pot traduir com "molt treball compartit".

## Clima
La temperatura mitjana anual és de 21 °C i la màxima arriba a 38 °C i la mínima a 0 °C. La major pluviositat anual del país es dona en la regió d'Alt Paranà.

## Demografia
Dels 60.719 habitants, 31.358 són homes i 29.361 dones, segons les estimacions de la Direcció General d'Estadístiques, Enquestes i Censos. El centre urbà d'aquesta ciutat forma part del Gran Ciutat de l'Est.

## Història
Es funda el 14 de maig de 1958, quan un grup de joves es troben en plena selva de Paraná, per donar inici a la llavors Colònia President Stroessner. El sistema de "minga" tenia lloc els dilluns sota la direcció del Prevere Salesià Guido Coronel, que va ser un dels líders d'aquesta comunitat, enviat per colonitzar.
Es va crear primer com a Colònia per llei N ° 623 al 22 de març de 1990 per, després, convertir-se en districte amb el nom que va tenir l'antiga colònia "Minga Guazú".
És una zona de fort arrelament cultural i identitat paraguaiana, a més són molt notables les tradicions d'altres països, per exemple del Brasil.

## Economia
Gran part de l'activitat econòmica de la ciutat es basa en la cooperativa que agrupa els seus habitants, reconvertida en un veritable complex agroindustrial.
El seu principal producte és la soja, a més del blat de moro, mandioca, cotó, blat, herba mate, canya dolça, pollastre, hortalisses i poroto.
La major indústria d'oli del Paraguai es troba en Minga Guazú, la multinacional "Cargill".

## Turisme
L'Aeroport Internacional Guaraní es troba a la ciutat de Minga Guazú, situat a 4 km de la Ruta VII "Dr Gaspar Rodríguez de Francia" i 26 km de Ciutat de l'Est.
L'Expo Minga Guazú es realitza anualment, al setembre, i la festa patronal és el 24 de maig, dia de Maria Auxiliadora. El 6 de juliol se celebra el "Dia del Minguero".
Compta amb dos grans centres urbans, al km 20 i al km 16. En el primer, es va construir una escola el 1966 i una església dedicats a la patrona. Anys més tard es va establir la Cooperativa Minga Guazú, que va possibilitar als pobladors una vida més digna i millors condicions de treball. A l'altre centre, hi ha les principals institucions públiques i el Col·legi Don Bosco.
A la zona es troben els rius Monday, Acaray, la riera Acaray-mi i Santa Maria.
Un club molt atractiu per als turistes és el Paradís Golf Club, situat a 24 km de Ciutat de l'Est, per la Ruta VII. A la vora del llac hi ha bungalows per als visitants, es poden realitzar cavalcades, tir amb arc i aeròbic, en el llac es practica pesca esportiva d'espècies natives, com la tilàpia. Es pot degustar la gastronomia internacional al restaurant del Club, a la vora d'una bonica piscina i paisatges naturals. Per als nens hi ha un solar amb jocs i activitats. Les pistes de futbol tenen mesures reglamentàries, a més hi ha pistes de vòlei de platja, futbol 5, tennis i tennis de taula. La pista de golf és el principal atractiu del lloc, ja que els 18 forats estan perfectament combinats amb el medi natural.

### Com arribar
La ciutat té un fàcil accés per la Ruta VII i bona connexió amb Encarnació per la Ruta VI.